# Los Baratos

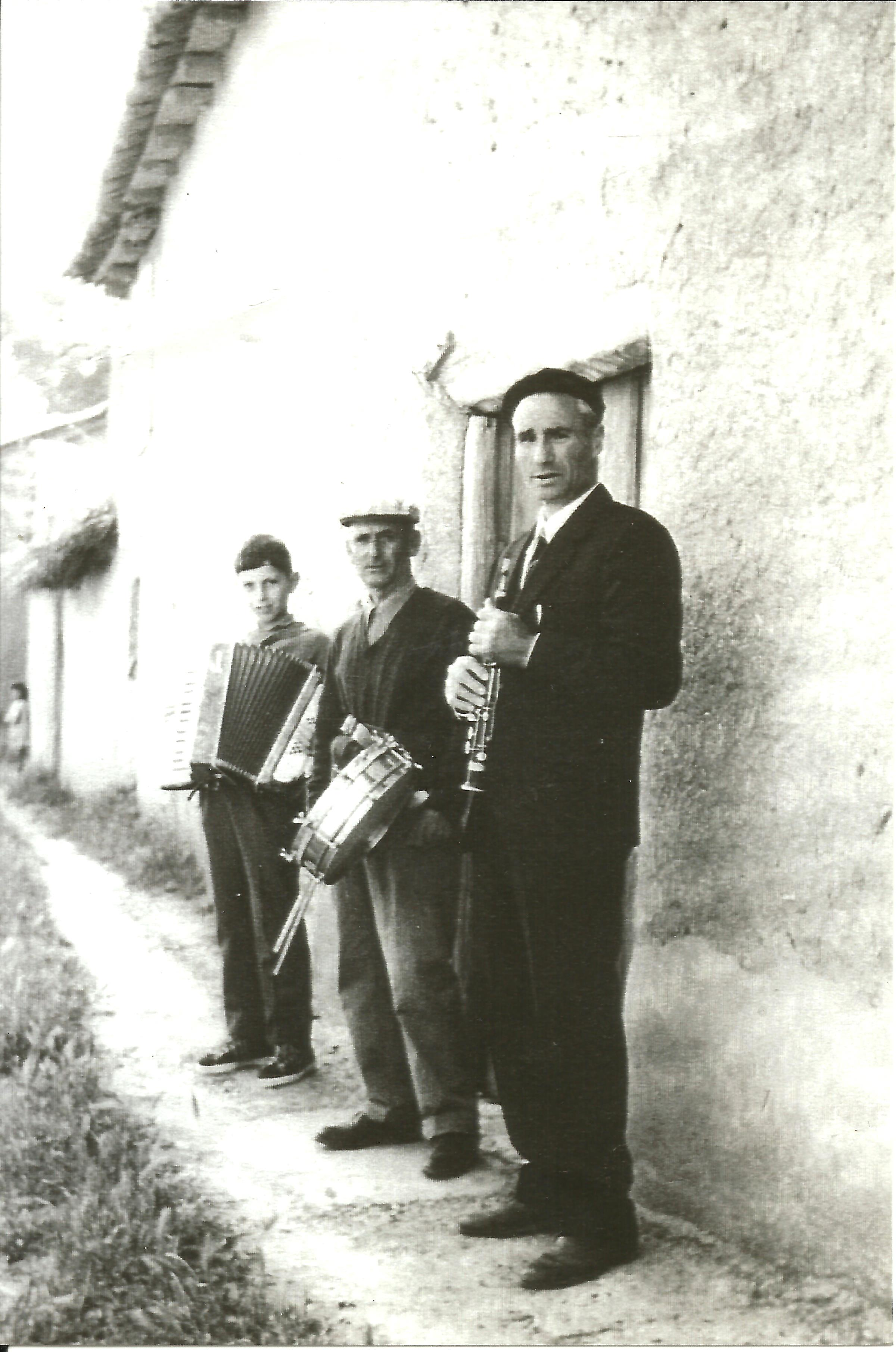
El dulzainero Esteban Guzón junto a dos paisanos de Castrillejo de la Olma posando con el tamboril y el acordeón. Años 50.

Los Baratos fue una cuadrilla familiar de músicos dulzaineros, activos entre el año 1922 y la actualidad (con el único miembro vivo que sigue en activo), con residencia en Becerril de Campos y en Villaumbrales (Provincia de Palencia). Formada inicialmente por Secundino, Orencio, Tomás y Esteban Guzón, empezaron sus andanzas musicales al principio de los años 40, al estilo de una cuadrilla tradicional de dulzaineros de Tierra de Campos combinado con el formato de una "orquesta típica" de primeros del siglo XX, para lo cual empleaban una batería adquirida en 1955 y que aún sigue en pleno uso. Fueron una de las escasas formaciones musicales tradicionales de dulzaineros que resistieron durante los años 60 y 70 hasta el resurgir del folklore tras la Transición.
Realizaron fiestas, acompañando al pueblo y las autoridades en pasacalles y dianas, y tocando para los danzantes de paloteo y danzas de varias localidades palentinas. Se especializaban en el repertorio de baile de moda de la época: pasodobles, rumbas, habaneras, twist, fox-trot, sambas, cha-cha-cha, cumbias y todas las canciones de moda que aprendían de orquestas locales o de la radio. 
Su repertorio, muy particular y original por el doble carácter tanto tradicional como de baile moderno, ha sido recogido por varios etnógrafos en múltiples publicaciones y reinterpretado en numerosas ocasiones.
Actualmente, Santiago Guzón, hijo de Esteban Guzón, ha formado la Asociación Cultural Entusiastas de la Dulzaina junto al dulzainero Daniel Fernández y al percusionista y compositor Gerardo Delgado, con la cual sigue en activo e innovando siempre en su repertorio.

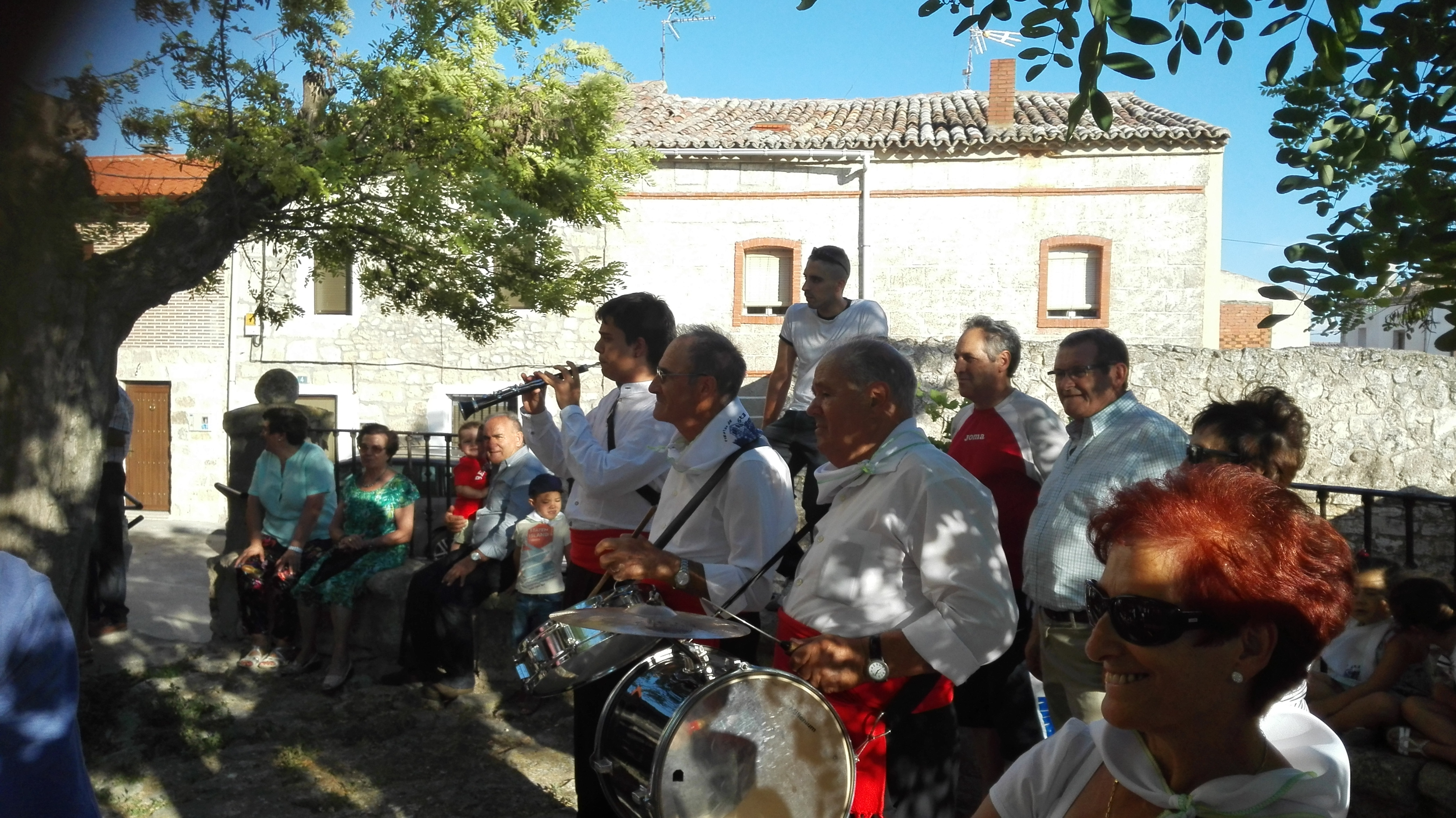
Actual formación musical Entusiastas de la Dulzaina: dulzaina (Daniel Fernández), caja redoblante o tamboril (Santiago Guzón) y bombo con platillo (Gerardo Delgado). Acompañando a la danza de Villahán, Palencia.